# Сарисай (Айиртауський район)
Сариса́й (каз. Сарысай) — село у складі Айиртауського району Північноказахстанської області Казахстану. Входить до складу Українського сільського округу, раніше перебувало у складі ліквідованої Каменнобродської сільської ради.
Населення — 70 осіб (2021; 150 у 2009, 182 у 1999, 152 у 1989).
Національний склад станом на 1989 рік:
- казахи — 100 %.

Колишні назви — Сарсай, Наурус.